# Museu de les Ciències Príncep Felip
El Museu de les Ciències, abans anomenat Museu de les Ciències Princep Felip, és un museu de continguts científics, tecnològics i mediambientals amb una vocació didàctica que es troba al complex de la Ciutat de les Arts i de les Ciències de la ciutat de València.
El museu, localitzat a l'interior de l'edifici dissenyat per l'arquitecte Santiago Calatrava, fou inaugurat el novembre de l'any 2000 i compta amb una superfície de 26.000 m² dividits en diversos espais dedicats tant a exposicions permanents com temporals.
A més de l'activitat museística també ha acollit diversos esdeveniments culturals, socials i esportius de la ciutat com són les dues edicions de la Campus Party (2000 i 2001); els congressos d'Astronàutica (2006) o pel que fa als esdeveniments de caràcter esportiu la presentació de l'equip Mclaren de Fórmula 1 de l'any 2007 on participà el pilot espanyol Fernando Alonso i el torneig d'hípica "Global Champions Tour" del 2009.

## Edifici
L'edifici, com el complex de la Ciutat de les Art i les Ciències, és obra del valencià Santiago Calatrava. De proporcions grandioses i formes orgàniques, el museu compta amb més de 42.000 m² de superfície construïts, dels quals 26.000 són expositius.
L'edifici es distribuïx en tres plantes. En la planta baixa, es troba el denominat "Carrer Menor", on s'ubiquen els principals servicis d'atenció al públic (taquilles, restauració, botigues…), així com l'accés l'"Auditori Santiago Grisolía", i "Saló Arqueries", on se celebren tota mena de congressos i actes. El Carrer Menor és de lliure accés al públic i acull diverses exposicions al llarg de l'any. En la planta baixa es troben a més les aules de "La Ciència a Escena" i "Estudi de Tv".

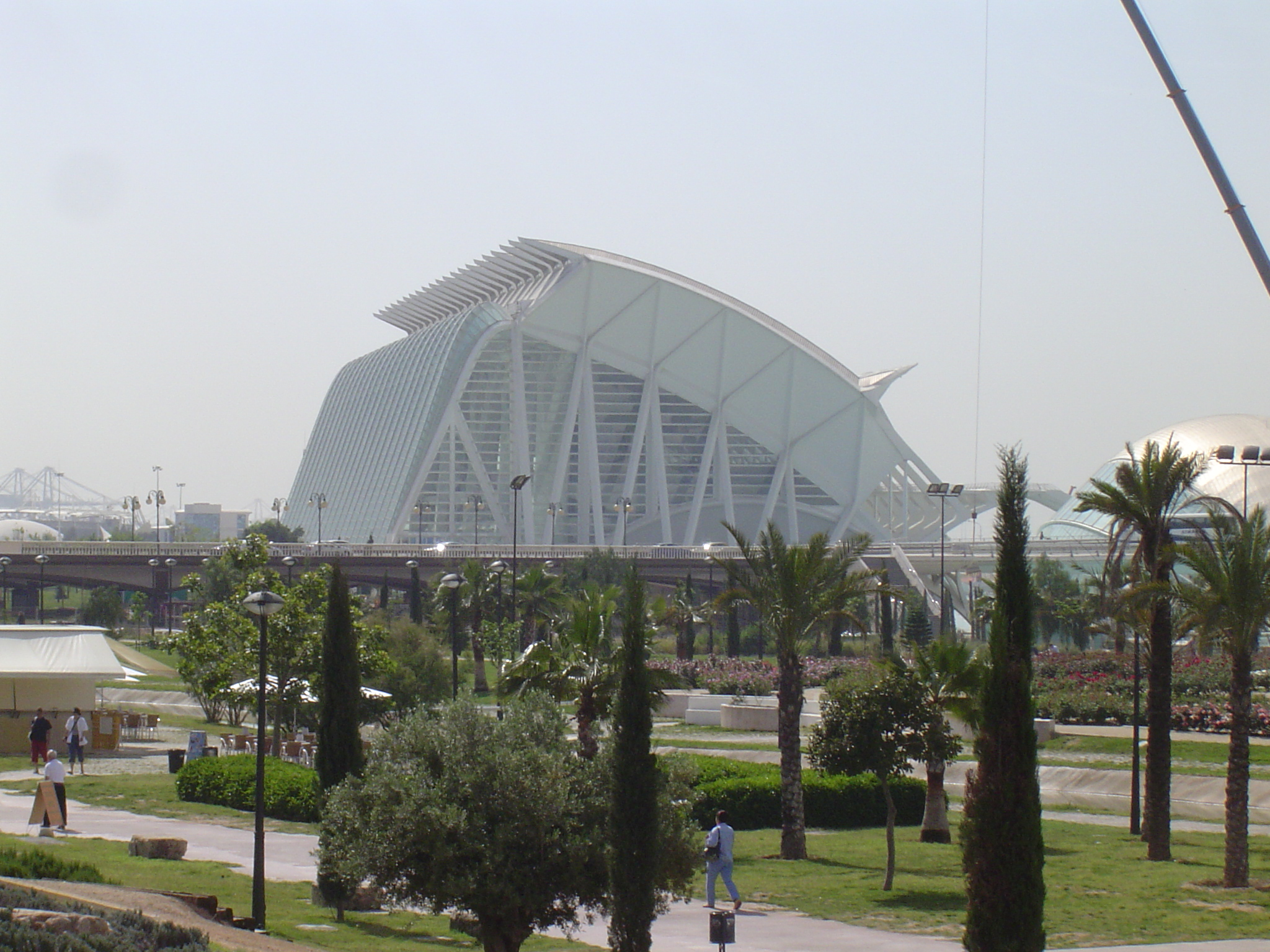
Vista de l'edifici.
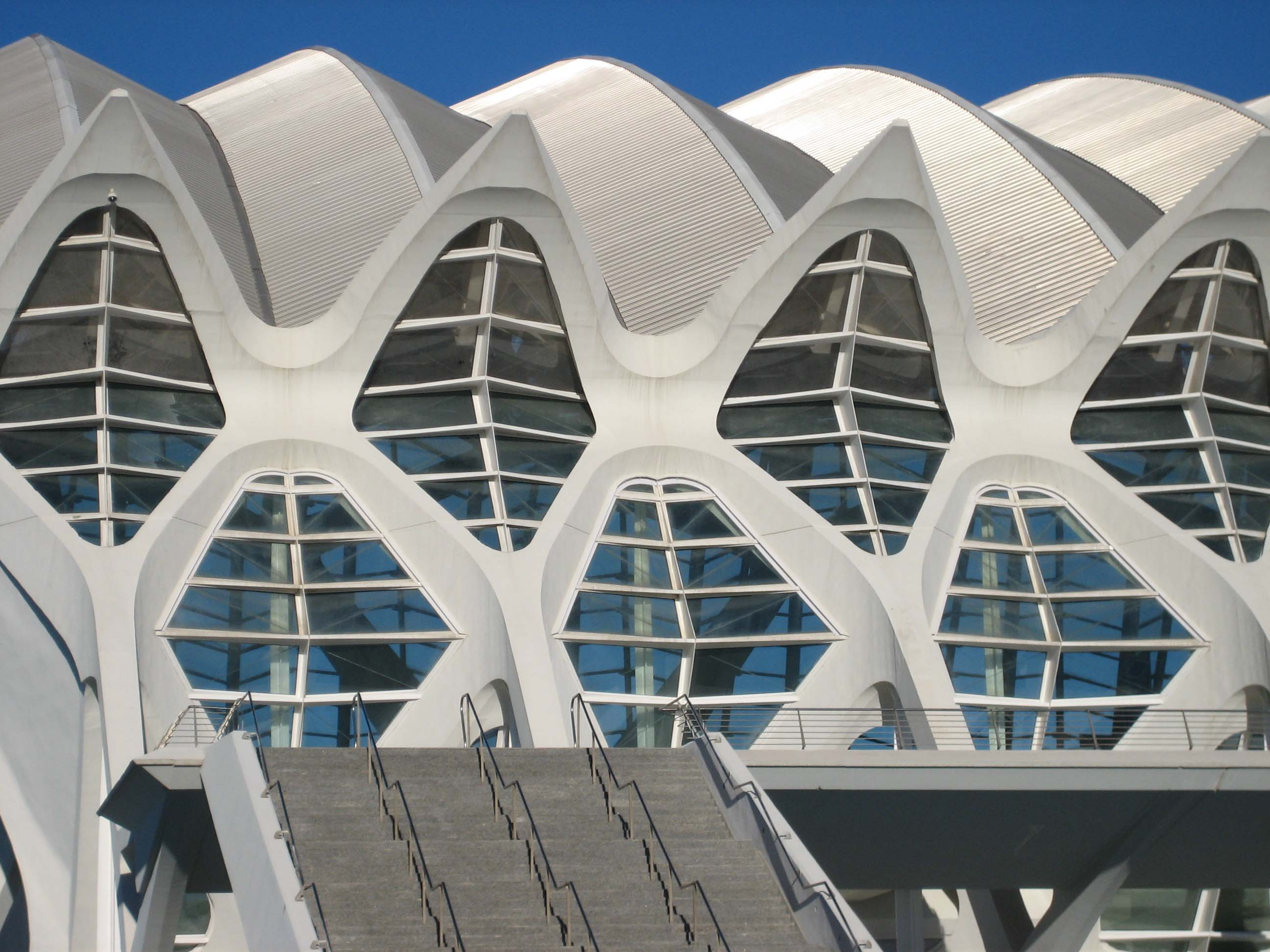
Detall exterior de l'edifici.
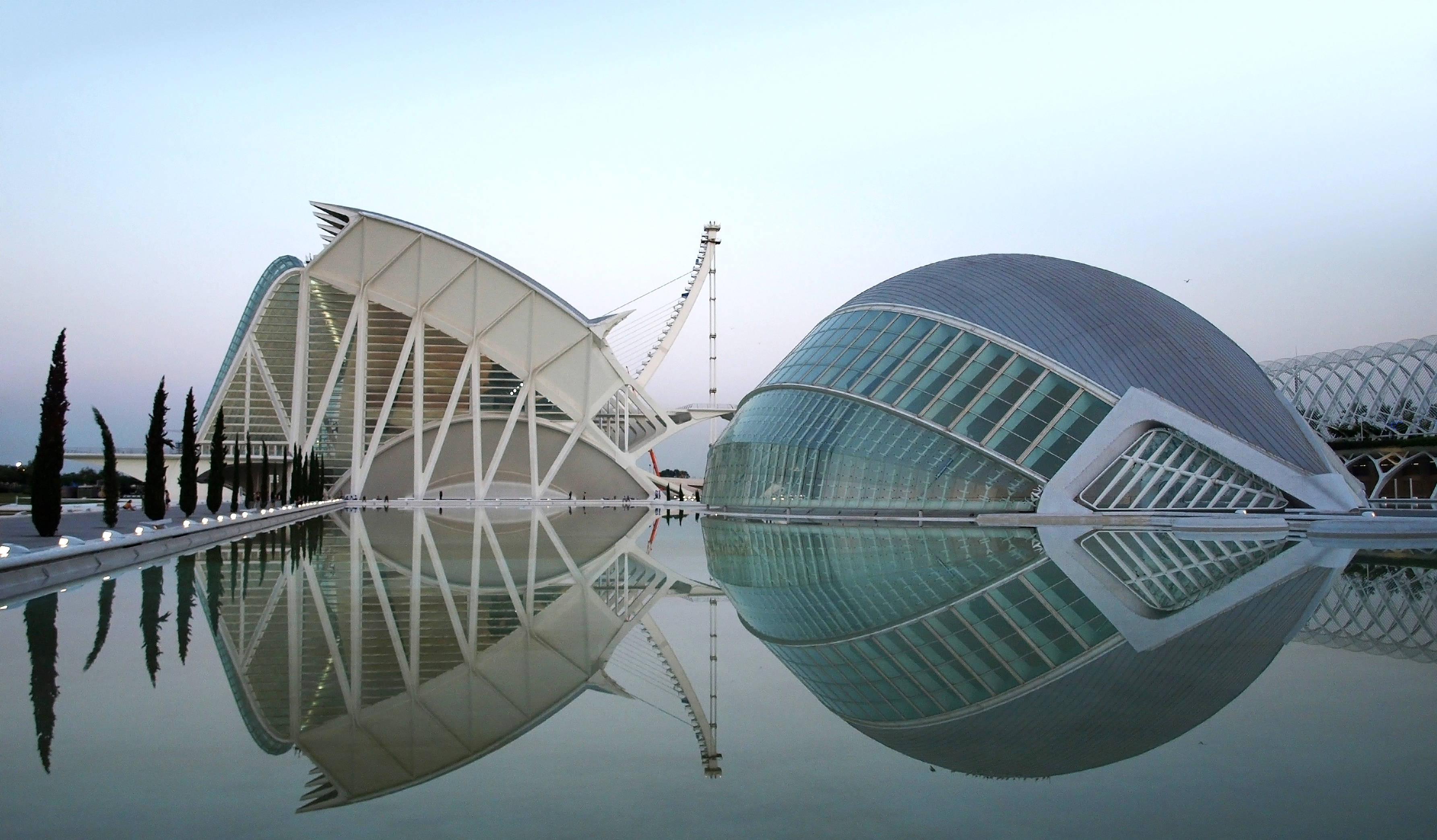
El museu (a l'esquerra) al conjunt de la Ciutat.
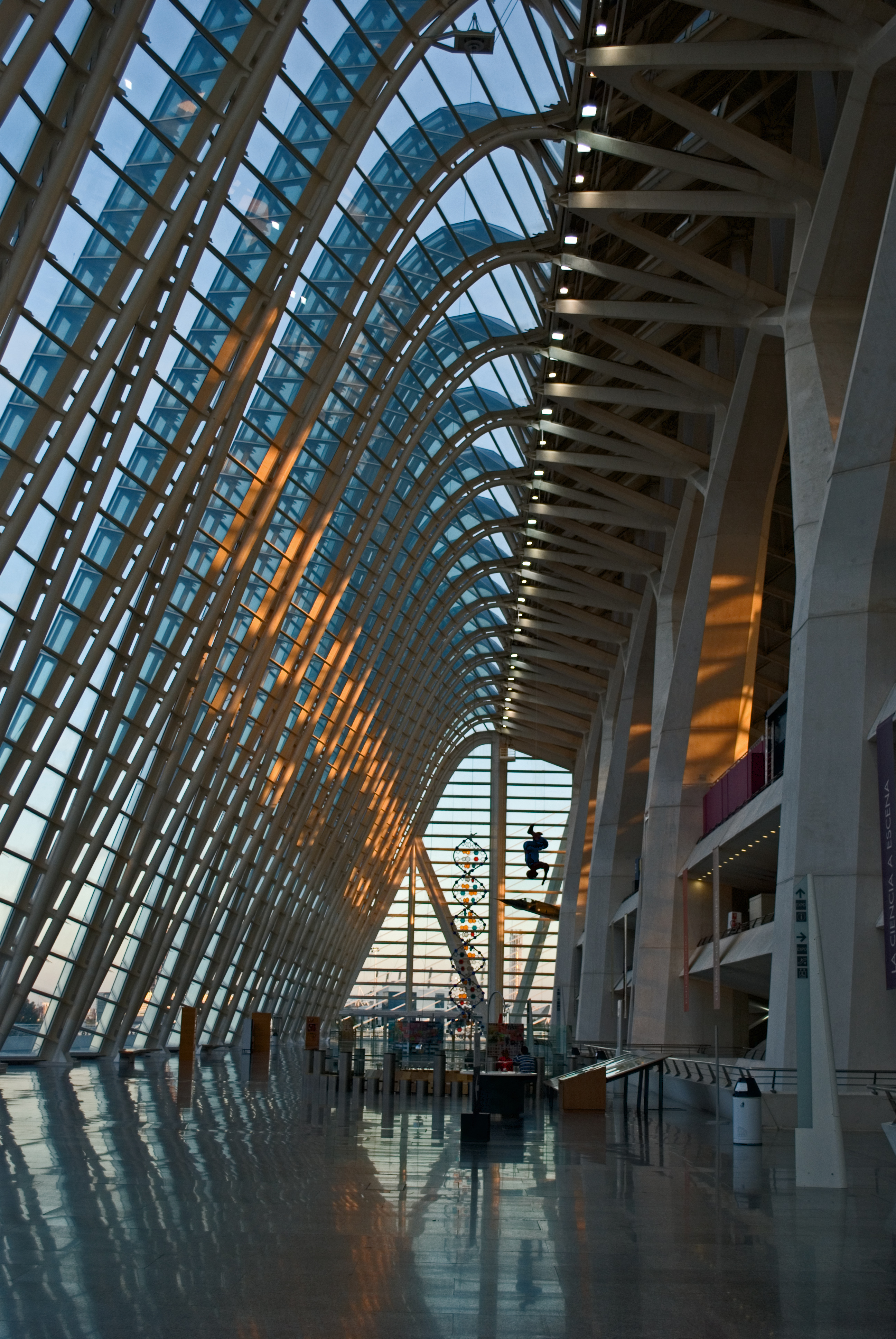
Interior del Museu.

## Contingut

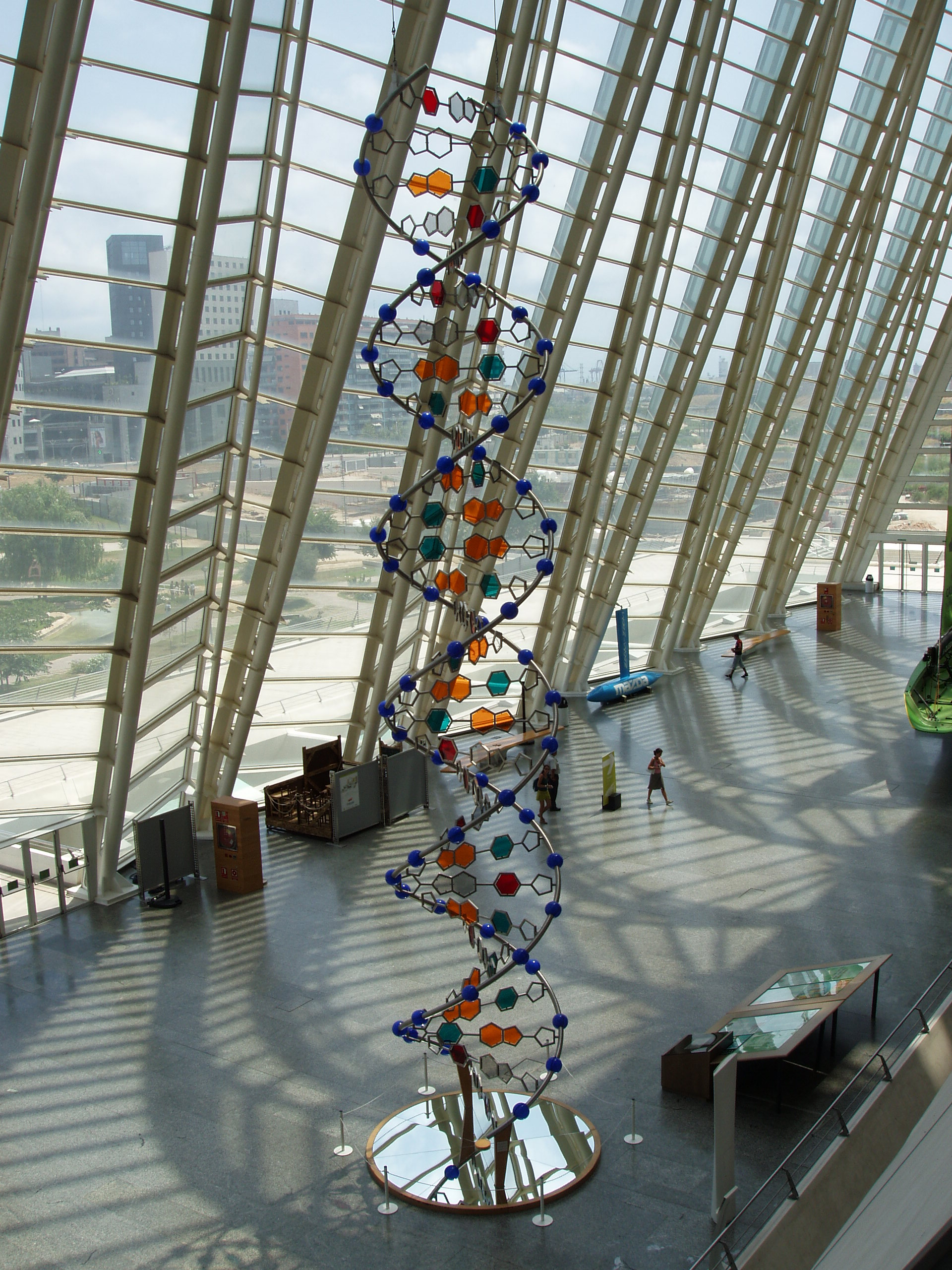
Escultura de l'ADN al "Carrer Major" del Museu.

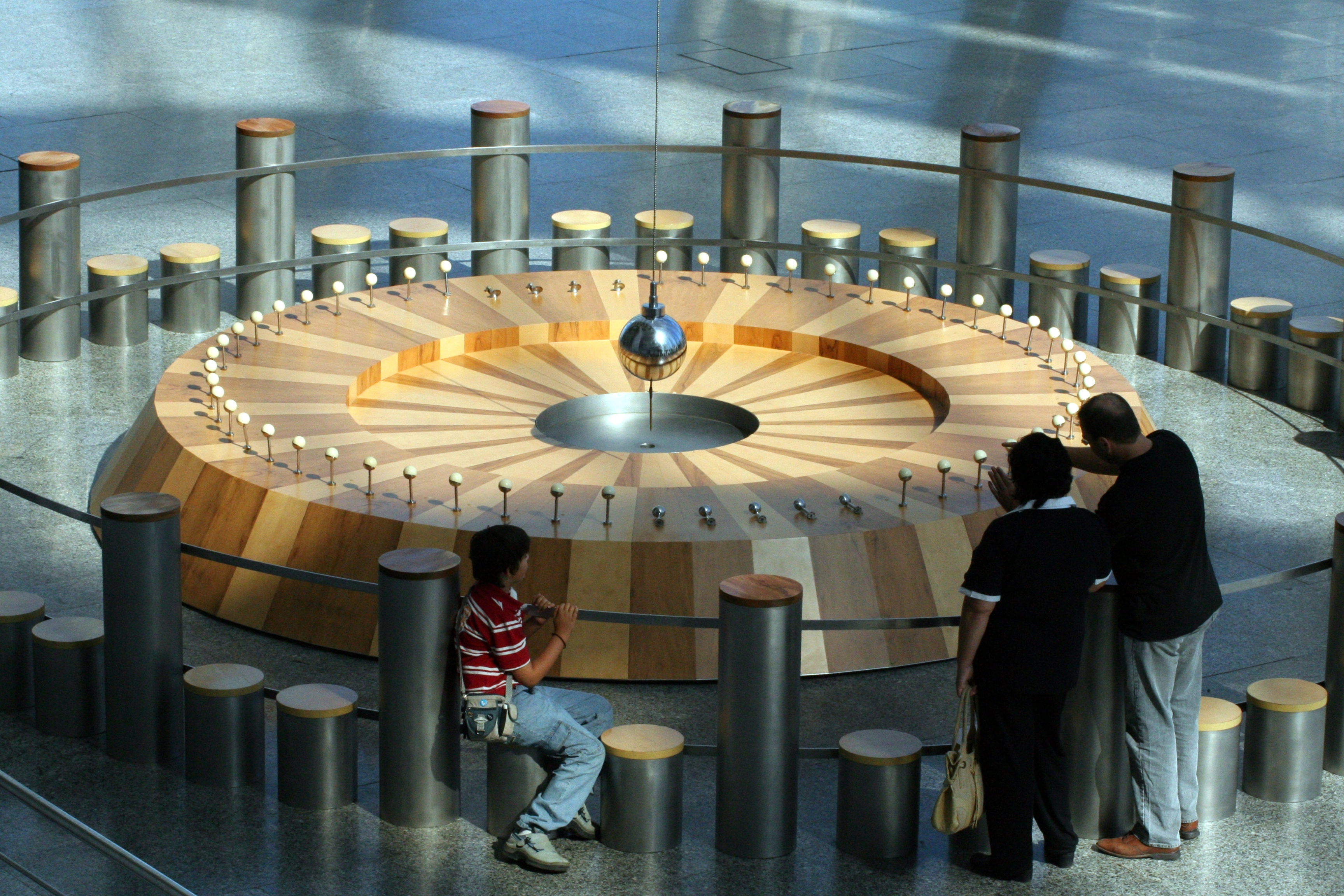
Pèndol de Foucault al "Carrer Major" del Museu.

### Primera planta
S'accedeix al conegut com "Carrer Major" on es troba una representació artística de l'ADN a través d'una escultura de 15 metres d'altura, i el Pèndol de Foucault que amb 34 metres de longitud, és un dels més llargs del món. A més, es pot admirar la impressionant superfície envidrada del Museu, amb més de 4.000 vidres, i les vistes al Jardí del Túria, des de les terrasses exteriors.
També es troba a la primera planta exposicions de ciència interactiva com "Exploratorium", "Amueblando el Hábitat" "L'Espai dels Xiquets" entre altres propostes.

### Segona planta
La planta segona està dedicada a l'exposició "El Llegat de la Ciència". A través d'un recorregut cronològic recolzat en audiovisuals, es va mostrant la vida i evolució de les investigacions de tres destacats premis Nobel: Santiago Ramón y Cajal, Severo Ochoa i Jean Dausset. També es pot observar part del llegat d'Ochoa que consta de l'arxiu personal i científic, així com la seua biblioteca que conté més de 1.200 volums.

### Tercera planta
A la tercera planta del Museu destaca "Bosc de Cromosomes" amb més de 2.600 metres quadrats dedicats a la seqüenciació de l'ADN humà. Es tracta d'una representació a gran escala dels 23 parells de cromosomes de l'espècie humana. Al voltant de cadascuna d'aquestes figures es desenvolupen 127 mòduls interactius relacionats amb els gens concrets de cadascun i amb el seu funcionament.
En aquest mateix espai es mostra una exposició d'objectes reals apareguts a la sèrie de televisió "Star Trek" com vestits, el pont de comandament de la nau espacial així com maquetes i d'altres. Altres de les exposicions és la dedicada al canvi climàtic que reunix una sèrie de panells gràfics, mòduls interactius, audiovisuals i objectes que mostren als visitants diversos aspectes relacionats amb el concepte de canvi climàtic, causes, dades històriques, conseqüències, etc. Entre altres exposicions interactives, en esta planta, es troba a més l'Acadèmia de l'Espai, que recrea a través de la simulació del moviment tres etapes en la preparació al llançament espacial fins a l'Estació Espacial Internacional.